# Роджер О'Доннелл
Роджер О'Доннелл (англ. Roger O'Donnell; нар. 29 жовтня 1955) — англійський клавішник, найбільш відомий як багаторічний учасник гурту The Cure, до якого він вперше приєднався у 1987 році і в якому відіграв три різні терміни. О'Доннелл також виступав як гастрольний та сесійний клавішник для багатьох артистів і продовжує активну сольну кар'єру.